# Rittō
Rittō (栗東市?) è una città giapponese della prefettura di Shiga.
Questa città è conosciuta in Giappone in particolare per essere una sede di allenamenti e corse organizzati dalla Japan Racing Association, ente nazionale che si occupa appunto dell'organizzazione delle corse dei cavalli.
La cittadina è prevalentemente di aspetto moderno.